# すぽーつアミーゴ!
『すぽーつアミーゴ!』は、2003年3月25日まで関西テレビで毎週火曜 24時40分 - 25時10分に放送されていたスポーツバラエティ番組。

## 内容
間寛平がスポーツ好きのスポーツ軍団「すぽーつアミーゴ!」を結成し、様々なスポーツに挑戦していた深夜番組。

## 出演者

### レギュラー
- 間寛平
- FUJIWARA - 番組企画で参加したホノルルマラソンを一定時間内に走りきれなかった罰として、2002年12月30日から2003年3月7日まで「NISHIMOTO」というコンビ名で活動させられた。
- ランディーズ
- 林茂波
- 麻見あい
- 熊田曜子
- 豊田康雄（関西テレビアナウンサー）

### 準レギュラー
- 和泉修
- 土肥ポン太
- 次長課長
- ジパング上陸作戦

## スタッフ
- プロデューサー：新田敦生、澤昌平
- プロデューサー・演出：山岡重行
- 制作協力：吉本興業
- 制作：関西テレビスポーツ局
- 制作著作：関西テレビ放送